# Invention de reliques

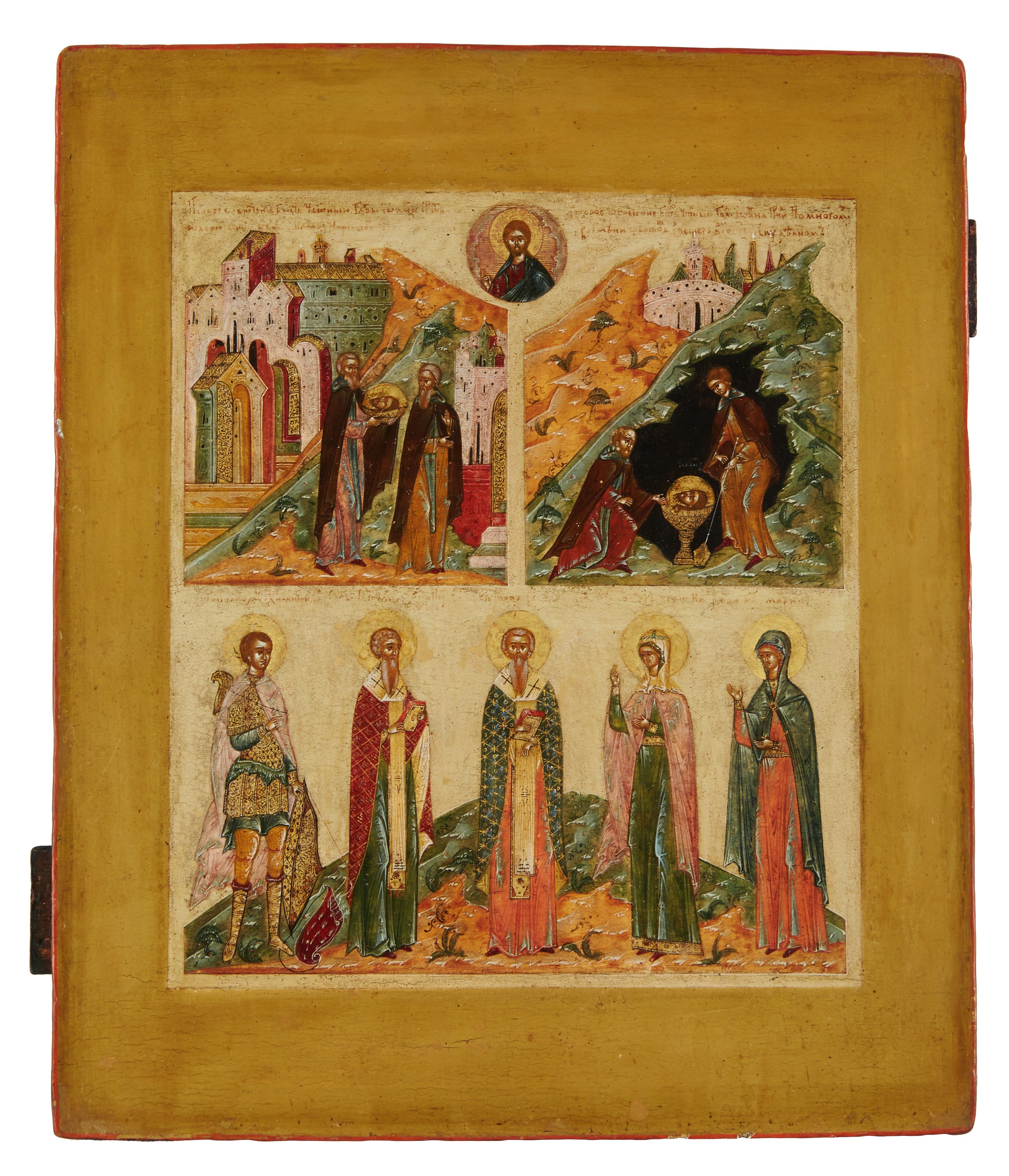
« Première et seconde invention du chef » de Jean le Baptiste, icône du XVIIe siècle.

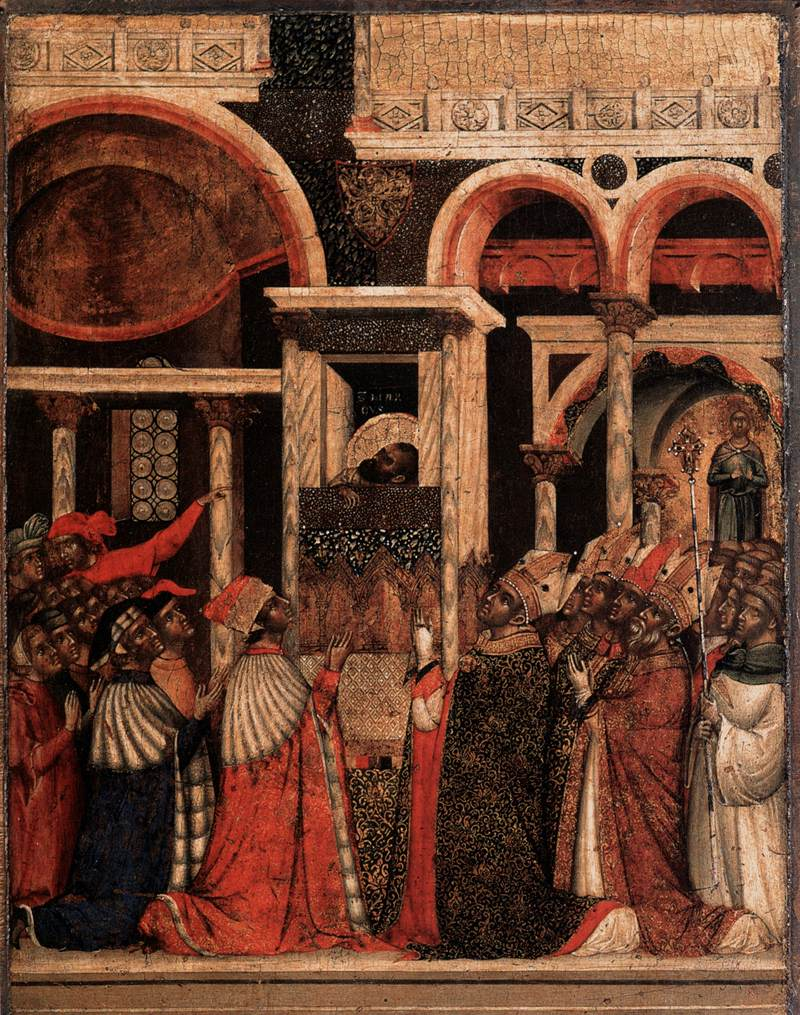
Redécouverte des reliques de saint Marc, tempera de Paolo Veneziano.

Une invention de reliques, en latin inventio reliquarum, est un récit portant sur la découverte ou la redécouverte, souvent prétendue comme miraculeuse, d'ossements d'un saint, martyr ou non (singulièrement, en Palestine, un prophète), ou d'un objet qui a touché ce saint, notamment le brandeum, linceul entourant le saint ou linge mis volontairement au contact de la relique. 
Le mot « invention », du latin inventio, est ici à prendre dans le sens de « découverte », comme pour les mises au jour de vestiges divers, le verbe latin invenire signifiant « trouver » en français.

## Histoire
Ce récit qui est un sous-genre hagiographique à usage liturgique, apparaît souvent à des moments cruciaux pour les communautés monastiques ou les cathédrales, leur permettant de « sortir de difficultés financières, de réaffirmer le pouvoir d'un évêque, de défendre le bien-fondé d'une réforme, etc. » 
Durant l'Antiquité chrétienne et le haut Moyen Âge, la littérature hagiographique livre ainsi de multiples témoignages de ces inventions.
Ce récit s'inscrit aussi au XIXe siècle en France dans le contexte de « recharge sacrale », ce qui amène l'historien à l'« examen contradictoire des stratégies narratives, dévotionnelles, hagiographiques, historiques ou archéologiques qui ont tendu à justifier cette relance cultuelle, et de leur « envers », échecs cultuels et « répugnances » des fidèles, débats intellectuels et polémiques religieuses ou savantes, qui ont contribué à limiter les effets et à restreindre la portée de la recharge ».

## Rituels liés aux reliques
L'invention de reliques fait partie d'un processus ritualisé chrétien comportant plusieurs étapes : invention de reliques (du latin inventio, il s'agit de la découverte du corps du saint ou de ses reliques), élévation des reliques (du latin elevatio, il s'agit de l'exposition du corps du saint dans un sarcophage, une châsse ou de ses reliques — des parties de son corps ou des objets en lien avec lui — dans un reliquaire), réception (du latin receptio) des reliques dans son lieu d'accueil définitif qui est à l'origine de nombreuses célébrations et de beaucoup de  pèlerinages, enfin déposition (du latin depositio) en faisant inhumer ses restes sous la table de l'autel du lieu de culte, dans un tombeau dans une crypte ou à partir du XIe siècle, dans une châsse ou un reliquaire élevés dans le chœur de l'église qui se trouve ainsi sanctifié. Initialement placés dans une fosse maçonnée ou une crypte sous l’autel, ces restes sont selon les époques et les régions disposés dans une petite cavité (le loculus) ménagée dans son socle ou son pied, ou déposés dans le plateau supérieur de l’autel, parfois aussi dans les murs des lieux de culte, leurs colonnes ou incrustées dans leurs mosaïques, leurs fresques. Une ouverture verticale, la fenestella confessionis, peut être aménagée dans la niche (appelée confessio ou sepulchrum) de l'autel ou en dessous, permettant aux pèlerins de voir et de toucher indirectement les reliques par l'intermédiaire de reliques de contact.
Ces rites sont à l'origine d'un genre littéraire caractéristique de la littérature hagiographique, le récit d’invention de reliques ou de translation (les inventiones et translationes) qui forment avec les miracula (recueils de miracles) des recueils indépendants se développant à côté de la traditionnelle vita. Cette littérature hagiographique ressort à un genre littéraire particulier qui ne leur assure pas une valeur historique de premier ordre.

## Exemples d'invention de reliques
La présente liste donne quelques exemples classiques d'invention de reliques. Elle se veut chronologique et se limite à la Palestine pré-islamique.

### Isaïe
Il n'y a pas à proprement parler de récit d'invention, mais l'invention est supposée par divers documents. L'ouvrage sur la vie des prophètes dit Vitae prophetarum ainsi que l'apocryphe Ascensio Isaiae font vaguement allusion aux reliques d'Isaïe prophète à Jérusalem. Elles sont en tous cas mentionnées dans le pèlerinage du Burdigalensis. Un texte syriaque qui serait du début du Ve siècle, suppose leur présence à Jérusalem, qui est encore suggérée par deux autres textes anciens. Le lectionnaire de Jérusalem parle également des reliques d'Isaïe, comme le 16 juin pour une déposition dans la Fondation de Bassa. Une inscription médiévale se rapportant aux reliques d'Isaïe a par ailleurs été découverte dans la vallée du Cédron.

### La Vraie Croix

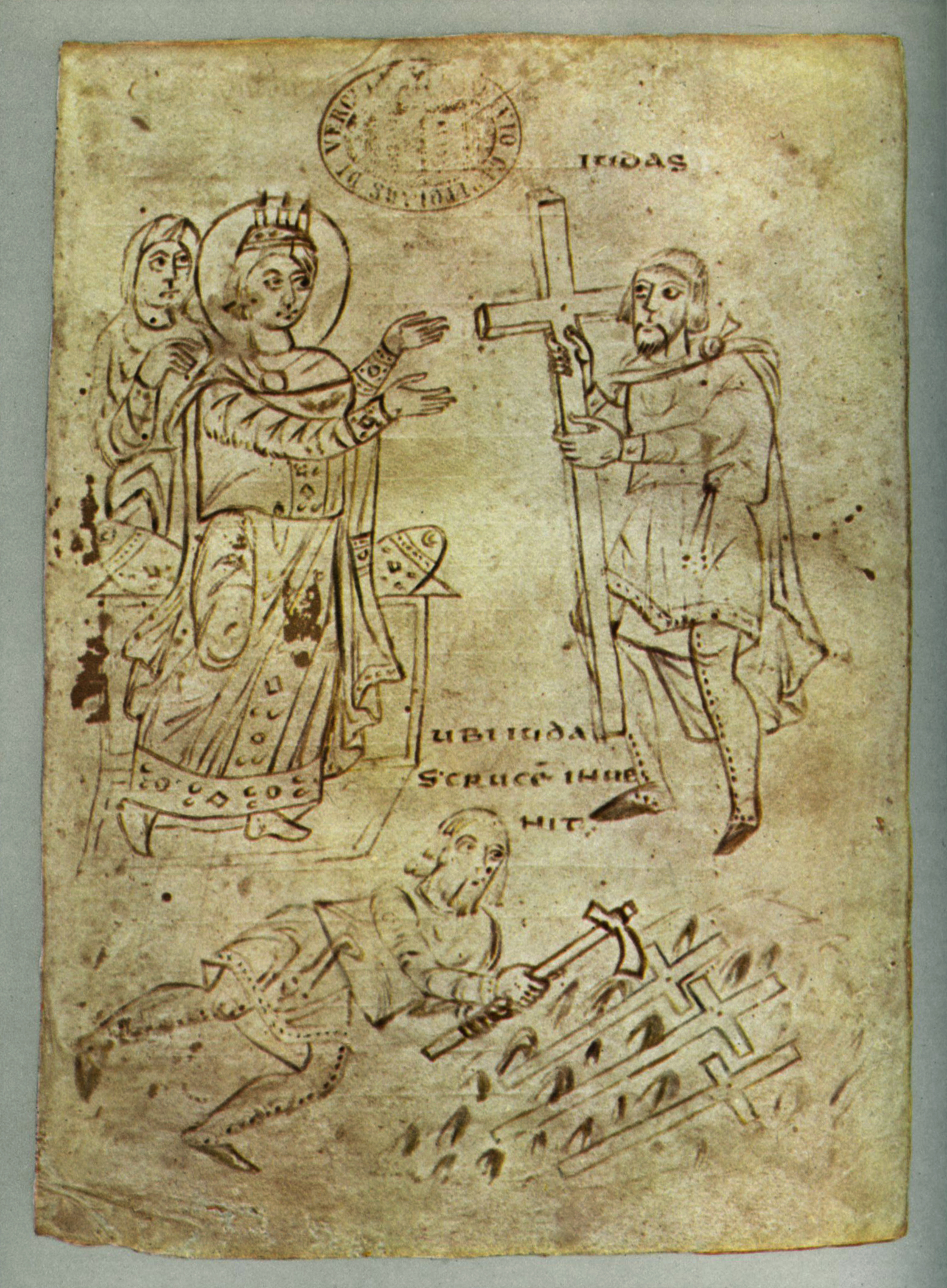
Judas ben Simeon présentant la Croix à l'impératrice Hélène, manuscrit, v. 825.

La recherche du Golgotha répond probablement à un vœu exprimé par l'évêque Macaire, lors du concile de Nicée en 325. D'autre part il est certain que l'église du Martyrium fut construite sur le lieu de la découverte d'une relique, que l'on tenait pour la croix du Christ. Martyrium est le mot technique qui apparaît dès le IVe siècle pour une église basilicale contenant une relique. Et il existe dans la crypte, l'actuelle chapelle Sainte-Hélène, des restes du IVe siècle qui tendent à prouver que l'endroit faisait partie de la structure primitive du bâtiment. Cyrille de Jérusalem fait d'ailleurs déjà allusion au bois de la Croix vers 350, et de même, mais de manière moins claire, un texte d'Eusèbe de Césarée décrivant l'église (Vie de Constantin, ch. 3). D'après les légendes sur l'invention de la Croix, c'est la mère de Constantin, Hélène, lors de son pèlerinage en Terre sainte, qui découvrit le bois de la Croix.
Vers le début du Ve siècle, trois textes apparentés et mal datés ne font plus état du rôle de l’évêque Macaire de Jérusalem et intègrent de nouvelles traditions comparables à celles qu'on trouve chez Ambroise de Milan en 395 et chez Socrate vers 450.

### Job
Égérie raconte dans son Pèlerinage la découverte assez ancienne (sous un évêque précédent l'évêque contemporain, soit probablement vers 350) de la tombe de Job, à Carnéas dans la province d'Arabie (correspondant sans doute à Sheikh Sa‘ad en Syrie actuelle), par un moine dans une grotte. L'unique manuscrit du  Pèlerinage  est cependant lacunaire à cet endroit, et la description de l'invention faisait malheureusement partie du passage manquant.

### Samuel
La translation des reliques du prophète Samuel est racontée par Jérôme ; une invention est racontée par un auteur tardif, Léon le Grammarien. L'endroit de l'invention correspond sans doute au site actuel de Nebi Samwîl à l'ouest de Jérusalem.

### Habaquq et Michée
L'historien Sozomène raconte l'invention des reliques des prophètes Habaquq et Michée vers la fin du règne de Théodose le Grand (379-395), par un certain évêque Zébenne d'Éleuthéropolis.

### Étienne
Les reliques d'Étienne sont découvertes en décembre 415 par un certain Lucien à Kfar Gimal sur la route d'Éleuthéropolis (aujourd'hui Beit Guvrin) en Palestine, avec celles de Gamaliel, de Nicodème et d'Abibos, le fils de Gamaliel. Ceci fait l'objet d'une lettre que le prêtre Lucien adresse à un certain Avitus, diacre de passage en Palestine. Cette lettre, très répandue, existe principalement en deux recensions latines.
Ce récit doit être comparé à une Passio (un récit du martyre) dont il existe d'assez nombreux témoins dans toutes les langues de l'Orient chrétien. Comme une fête d'Étienne est attestée le 26 décembre dès avant l'invention des reliques (dans le calendrier syriaque de 411) de même que des homélies patristiques, il est fort possible qu'une couche ancienne de ce récit soit antérieure à l'invention des reliques.

### Moïse
Pierre l'Ibère raconte une histoire d'invention qu'il a entendue vers 430 ou 440, lors de son passage au Mont Nébo. Cinquante ans plus tôt, Égérie atteste effectivement de l'existence d'un mémorial, mais sans récit d'invention de reliques ; et pour cause, il s'agit de Moïse.